# Chaowat Veerachat
Chaowat Veerachat (thailändisch เชาว์วัฒน์ วีระชาติ, * 23. Juni 1996 in Chiangmai), auch als Ince (thailändisch อินซ์) bekannt, ist ein thailändischer Fußballspieler.

## Karriere

### Verein
Chaowat Veerachat erlernte das Fußballspielen in der Collegemannschaft des Montfort College sowie in der Jugendakademie des Erstligisten Buriram United. Hier unterschrieb er 2014 auch seinen ersten Profivertrag. 2014 wurde er an den Drittligisten Surin City FC ausgeliehen. 2014 und 2015 wurde er mit Buriram thailändischer Meister. Nach insgesamt 31 Spielen wechselte er 2017 von Buriram nach Bangkok und unterschrieb einen Vertrag beim Ligakonkurrenten Bangkok Glass, dem heutigen BG Pathum United FC. Der japanische Drittligist Cerezo Osaka U-23 lieh ihn die Saison 2018 aus. Für den japanischen Club spielte er 14 Mal in der dritten Liga. Anfang 2019 kehrte er nach der Ausleihe zu BG zurück. Die Saison 2019 wurde er mit BG Meister der Thai League 2 und stieg somit in die Thai League auf. Nach einer überragenden Saison 2020/21 wurde BG am 24. Spieltag mit 19 Punkten Vorsprung thailändischer Fußballmeister. Am 1. September 2021 gewann er mit BG den Thailand Champions Cup. Das Spiel gegen den FA-Cup-Gewinner Chiangrai United im 700th Anniversary Stadium in Chiangmai gewann man mit 1:0. Nach Ende der Saison 2021/22 wurde er in die Elf der Saison gewählt. Im Juni 2022 lieh ihn dann Cerezo Osaka erneut aus, dieses Mal jedoch für die Erstligamannschaft der Japaner. Nach Saisonende kehrte er am 1. Dezember 2022 zu BG zurück. Am 20. Mai 2023 stand BG das Endspiel des Thai League Cup. Das Finale wurde gegen Buriram United mit 2:0 verloren. Am 16. Juni 2024 stand er mit BG im Finale des Thai League Cup. Hier gewann man durch ein Tor von Teerasil Dangda gegen Muangthong United mit 1:0. Im Januar 2025 wurde er an den Zweitligisten Chonburi FC verliehen. Am Ende der Saison 2024/25 feierte er mit Chonburi die Zweitligameisterschaft sowie den Aufstieg in die erste Liga. Nach dem Aufstieg wurde sein Leihvertrag nicht verlängert und er kehrte im Sommer 2025 zu BG zurück. Im Juni 2025 erfolgte eine erneute Ausleihe. Die Saison 2025/26 spielt Veerachat auf Leihbasis beim ebenfalls in der ersten Liga spielenden PT Prachuap FC.

### Nationalmannschaft
Von 2011 bis 2018 absolvierte Chaowat Veerachat insgesamt 41 Partien für diverse thailändische Nachwuchsnationalmannschaften und erzielte dabei fünf Treffer. Mit der U-23-Auswahl gewann der Mittelfeldspieler die Südostasienspiele 2013. Am 24. März 2022 gab er dann sein Debüt für die A-Nationalmannschaft im Testspiel gegen Nepal. Beim 2:0-Heimsieg in Chonburi stand er über die komplette Spielzeit auf dem Feld und erzielte in der 89. Minute das Tor zum 2:0-Endstand.

## Erfolge

### Verein
Buriram United
- Thailändischer Meister: 2014, 2015
- Thailändischer FA Cupsieger: 2015
- Thailändischer Ligapokalsieger: 2015
- Kor Royal Cup Sieger: 2015, 2016
- Toyota Premier Cup Sieger: 2016
- Mekong Club Championship Sieger: 2015

BG Pathum United FC
- Thailändischer Meister: 2020/21
- Thailändischer Vizemeister: 2021/22
- Thailändischer Zweitligameister: 2019  ▲
- Thailändischer Champions Cupsieger: 2021
- Thailändischer Ligapokalsieger: 2023/24
- Thailändischer Ligapokalfinalist: 2022/23

Chonburi FC
- Thailändischer Zweitligameister: 2024/25  ▲

### Nationalmannschaft
Thailand U16
- AFF U-16 Youth Championship: 2011

Thailand U21
- Nations Cup: 2016

Thailand U23
- Sea Games: 2013
- Dubai Cup: 2017

## Auszeichnungen
Thai League
- Best XI: 2021/22